# Wágner de Andrade Borges
Wágner de Andrade Borges (São José dos Campos, 3 aprile 1987) è un calciatore brasiliano, attaccante dell'Águias de Eiriz.

## Caratteristiche tecniche
Gioca come ala sinistra.

## Palmarès

### Club

#### Competizioni nazionali
- Segunda Liga: 2

Moreirense: 2013-2014
Paços Ferreira: 2018-2019
- Supercoppa di Polonia: 1

Zawisza Bydgoszcz: 2014